# Șerpeni (Mołdawia)
Șerpeni – wieś w Mołdawii, w rejonie Anenii Noi. 

## Położenie i opis
Wieś leży w rejonie Anenii Noi, w odległości 50 km od Kiszyniowa, na prawym brzegu Dniestru.
W 1985 r. w miejscowości wzniesiony został pomnik nagrobny żołnierzy radzieckich poległych podczas operacji jasko-kiszyniowskiej na tym odcinku walk. Łączną liczbę poległych i zaginionych, których nazwisko wypisano na tablicach stanowiących część kompleksu, szacuje się na 11 tys. osób. W 2004 r. został on zastąpiony nowym, obszerniejszym kompleksem pomnikowym z marmurową kaplicą i dzwonnicą.

## Demografia
W 2004 r. w miejscowości żyło 3585 osób. Zdecydowana większość, 3544, zadeklarowały narodowość mołdawską, ponadto 14 wskazało narodowość ukraińską, 10 - rosyjską, 8 - gagauzką, 6 - rumuńską, dwie - bułgarską, a jedna wybrała odpowiedź "inna lub brak deklaracji". 